# Ян Пэйдун
Ян Пэйду́н (кит. упр. 杨培东, пиньинь Yáng Péidōng; род. 1971, Сучжоу, Цзянсу) — американский химик китайского происхождения.
Член Национальной академии наук США (2016), иностранный член Китайской академии наук (2021).

## Биография
Родился в посёлке Юаньхэ уезда Усянь округа Сучжоу провинции Цзянсу. В 1993 году закончил Научно-технический университет Китая. В 1997 году получил степень Ph.D. в Гарвардском университете в США, в 1997—1999 году — постдок в Калифорнийском университете в Санта-Барбаре. С 1999 года работает в Калифорнийском университете в Беркли. Является ассоциированным редактором «Journal of the American Chemical Society», издаваемого Американским химическим обществом. В 2009 году вместе с Мэттью Скаллином основал компанию «Alphabet Energy».

## Награды и отличия
- Приз Юлиуса Шпрингера по прикладной физике (2004)
- Премия Алана Уотермана (2007)
- Премия Эрнеста Лоуренса (2014)
- В 2014 году медиакомпания «Thomson Reuters» включила Ян Пэйдуна в свой список наиболее вероятных кандидатов на получение Нобелевской премии
- Стипендия Мак-Артура (2015)
- Edward Mack, Jr. Lecture, Университет штата Огайо (2018)